# Budaks slangenoogskink
Budaks slangenoogskink (Ablepharus budaki) is een hagedis uit de familie skinken (Scincidae).

## Verspreiding en habitat
De hagedis komt voor in Turkije, Syrië en op het eiland Cyprus. Vermoedelijk komt de soort ook voor in Libanon. De skink houdt van droge, open gebieden met weinig of lage vegetatie en geen of weinig bomen.
Door de internationale natuurbeschermingsorganisatie IUCN is de beschermingsstatus 'veilig' toegewezen (Least Concern of LC).

## Uiterlijke kenmerken
Budaks slangenoogskink is een erg slanke, gladde skink die een totale lichaamslengte tot 12 kan bereiken. Doordat het grootste deel hiervan bestaat uit de staart lijkt het lichaam nog kleiner. De kleur is erg variabel; van bruin of roodbruin tot grijsgroen en een brede donkere band over de lengte op de flanken met daaronder een vuilwitte streep. De hooropeningen zijn zo groot dat ze met het blote oog gezien kunnen worden, ondanks de kleine kop.
Het onderste ooglid van deze hagedis is doorzichtig en is vergroeid met het bovenste ooglid, en vormt een doorzichtige 'bril' dat mee-vervelt en zich dus steeds vernieuwt, een verschijnsel dat bij slangen normaal is maar bij hagedissen behalve de gekko's een uitzondering. De buik is meestal wit en is bij mannetjes in de paartijd oranje tot rood. Ook de staart van mannetjes heeft een oranjerode kleur.

## Levenswijze
De skink neemt graag een zonnebad en zit het grootste deel van de dag op een steen of muur, om af en toe te jagen op kleine insecten en andere ongewervelde dieren met een zacht lichaam, zoals slakken. Als het dier rust of vlucht doet hij dat meestal onder de bladeren of een steen.

## Naam en indeling
Lange tijd werd de hagedis beschouwd als een ondersoort van de johannisskink (Ablepharus kitaibelii) maar sinds 2005 wordt de hagedis als een aparte soort erkend.
De wetenschappelijke naam van de soort werd voor het eerst voorgesteld door Bayram Göçmen, Yusuf Kumlutas en Murat Tosunoglu in 1996. De skink werd eerder als een ondersoort van de johannisskink (Ablepharus kitaibelii) beschouwd, maar tegenwoordig wordt de hagedis als een aparte soort erkend.
Er zijn twee ondersoorten beschreven, die voornamelijk verschillen in uiterlijk en verspreidingsgebied;
| Naam                         | Auteur                             | Verspreidingsgebied                 |
| ---------------------------- | ---------------------------------- | ----------------------------------- |
| Ablepharus budaki anatolicus | Schmidtler, 1997                   | Turkije (Anatolië)                  |
| Ablepharus budaki budaki     | Göçmen, Kumlutas & Tosunoglu, 1996 | De rest van het verspreidingsgebied |